# Olszyna (powiat żarski)
Olszyna (niem. Erlenholz) – wieś w Polsce położona w województwie lubuskim, w powiecie żarskim, w gminie Trzebiel.
W latach 1975–1998 miejscowość położona była w województwie zielonogórskim.
Miejscowość leży przy międzynarodowej trasie E36 – przy autostradzie A18 łączącej Berlin (A15) z Wrocławiem (A4) i dalej prowadzącej do Katowic, i do granicy państwowej w Korczowej.

## Historia
Od 1945 roku stacjonowała w Olszynie strażnica Wojsk Ochrony Pogranicza (Strażnica WOP Olszyna), która 16 maja 1991 roku została przejęta przez Straż Graniczną (Strażnica SG w Olszynie) i funkcjonowała do 1998 roku, kiedy to została przeniesiona do Tuplic. Stacjonowała też Graniczna Placówka Kontrolna Olszyna (GPK Olszyna), która również 16 maja 1991 roku przeszła w struktury Straży Granicznej (GPK SG w Olszynie), 24 sierpnia 2005 roku przyjęła nazwę Placówka Straży Granicznej w Olszynie (PSG w Olszynie) i 1 lutego 2012 roku została przeniesiona do Tuplic.
W miejscowości do 21 grudnia 2007 roku funkcjonowało drogowe przejście graniczne Olszyna-Forst, które na mocy układu z Schengen zostało zlikwidowane.